# Império Mahamegavana
O Império Mahamegavana ou Mahameghavahana (em oriá: ମହାମେଘବାହନ; romaniz.: Mahā-Mēgha-Bāhana) foi um Estado indiano centrado em Calinga que surgiu com o declínio do Império Máuria. Teria existido dos anos 250 a.C. até os 400 d.C., quando foi suplantado pelo emergente Império Gupta. O terceiro governante de Mahamegavana, Karavela, conquistou grande parte do subcontinente indiano numa série de campanhas no começo da era comum. Sob o generalato de Karavela, o Mahamegavana formou um formidável comércio marítimo que alcançou o Seri Lanca, Birmânia, Sião, Vietnã, Camboja, Bornéu, Bali, Sumatra e Java. Colonos de Calinga assentaram-se no Seri Lanca, Burma, Maldivas e Sudoeste Asiático. Karavela liderou muitas campanhas bem-sucedidas contra os Estados de Mágada, Anga, Satavana e Pandia e expandiu Calinga tão longe quanto o Ganges e o rio Caveri.[carece de fontes?]
Embora religiosamente tolerante, Karavela patrocinou o jainismo e foi responsável pela pregação do jainismo no subcontinente indiano. A principal fonte de informação sobre Karavela é sua inscrição Hatigumpa, um texto em 17 linhas gravado em pedra numa caverna das colinas Udaiagiri, próximo de Bhubaneswar, em Orissa. De acordo com sua inscrição, ele atacou Rajagria, assim induzindo o rei indo-grego Demétrio I de Báctria a retirar-se para Matura.[carece de fontes?]